# Chantal Petitclerc
Chantal Petitclerc (Saint-Marc-des-Carrières, 15 de diciembre de 1969) es una deportista canadiense que compitió en atletismo adaptado. Ganó 21 medallas en los Juegos Paralímpicos de Verano entre los años 1992 y 2008.

## Palmarés internacional
| Juegos Paralímpicos | Juegos Paralímpicos      | Juegos Paralímpicos | Juegos Paralímpicos |
| Año                 | Lugar                    | Medalla             | Prueba              |
| ------------------- | ------------------------ | ------------------- | ------------------- |
| 1992                | Barcelona (España)       | Medalla de bronce   | 200 m TW4           |
| 1992                | Barcelona (España)       | Medalla de bronce   | 800 m TW4           |
| 1996                | Atlanta (Estados Unidos) | Medalla de oro      | 100 m T53           |
| 1996                | Atlanta (Estados Unidos) | Medalla de oro      | 200 m T53           |
| 1996                | Atlanta (Estados Unidos) | Medalla de plata    | 400 m T53           |
| 1996                | Atlanta (Estados Unidos) | Medalla de plata    | 800 m T53           |
| 1996                | Atlanta (Estados Unidos) | Medalla de plata    | 1500 m T52-53       |
| 2000                | Sídney (Australia)       | Medalla de oro      | 200 m T54           |
| 2000                | Sídney (Australia)       | Medalla de oro      | 800 m T54           |
| 2000                | Sídney (Australia)       | Medalla de plata    | 100 m T54           |
| 2000                | Sídney (Australia)       | Medalla de plata    | 400 m T54           |
| 2004                | Atenas (Grecia)          | Medalla de oro      | 100 m T54           |
| 2004                | Atenas (Grecia)          | Medalla de oro      | 200 m T54           |
| 2004                | Atenas (Grecia)          | Medalla de oro      | 400 m T54           |
| 2004                | Atenas (Grecia)          | Medalla de oro      | 800 m T54           |
| 2004                | Atenas (Grecia)          | Medalla de oro      | 1500 m T54          |
| 2008                | Pekín (China)            | Medalla de oro      | 100 m T54           |
| 2008                | Pekín (China)            | Medalla de oro      | 200 m T54           |
| 2008                | Pekín (China)            | Medalla de oro      | 400 m T54           |
| 2008                | Pekín (China)            | Medalla de oro      | 800 m T54           |
| 2008                | Pekín (China)            | Medalla de oro      | 1500 m T54          |